# N533 (België)
De N533 is een gewestweg in België tussen Nijvel (N27a/N28) en 's-Gravenbrakel (N6). De weg heeft een lengte van ongeveer 16 kilometer. In de plaats Ronquières wordt het Kanaal Charleroi-Brussel gepasseerd.
De gehele weg heeft twee rijstroken in beide rijrichtingen samen.

## Plaatsen langs N533
- Nijvel
- Monstreux
- Croiseau
- Ronquières
- Henripont
- Point-du-Jour
- Houssière
- 's-Gravenbrakel